# Dino Peretti
Dino Peretti (... – 1975) è stato un attore italiano, attivo in cinema, teatro e televisione fra il 1945 ed il 1974.

## Biografia
In particolare ha  recitato come caratterista in diversi sceneggiati televisivi.
In teatro è stato scritturato negli anni cinquanta per il Piccolo Teatro di Milano di Giorgio Strehler  recitando ne La casa nova di Carlo Goldoni.
Interprete anche di fotoromanzi di Grand Hotel, ha esordito nel cinema in Vivere ancora, girato negli studi Fert di Torino.

## Filmografia parziale

### Cinema
- Vivere ancora, regia di Francesco De Robertis (1945)
- Partenza ore 7, regia di Mario Mattoli (1946)
- I girasoli, regia di Vittorio De Sica (1970)
- Lo strangolatore di Vienna, regia di Guido Zurli (1971)

### Televisione
- Mont Oriol, regia di Claudio Fino, (1958)
- I promessi sposi, regia di Sandro Bolchi, (1967)
- La freccia nera, regia di Anton Giulio Majano, (1968)
- Tutta la verità, regia di Claudio Fino, trasmessa dal Programma nazionale il 25 novembre 1969.
- Antonio Meucci cittadino toscano contro il monopolio Bell, regia di Daniele D'Anza, (1970)
- La signora dalle camelie, regia di Vittorio Cottafavi, (1971)
- I racconti di padre Brown, regia di Vittorio Cottafavi, - episodio I tre strumenti di morte, (1971)
- A come Andromeda, regia di Vittorio Cottafavi, (1972)
- La scuola delle mogli, (1973)
- Il consigliere imperiale, (1974)